# El adiós de Slavianka

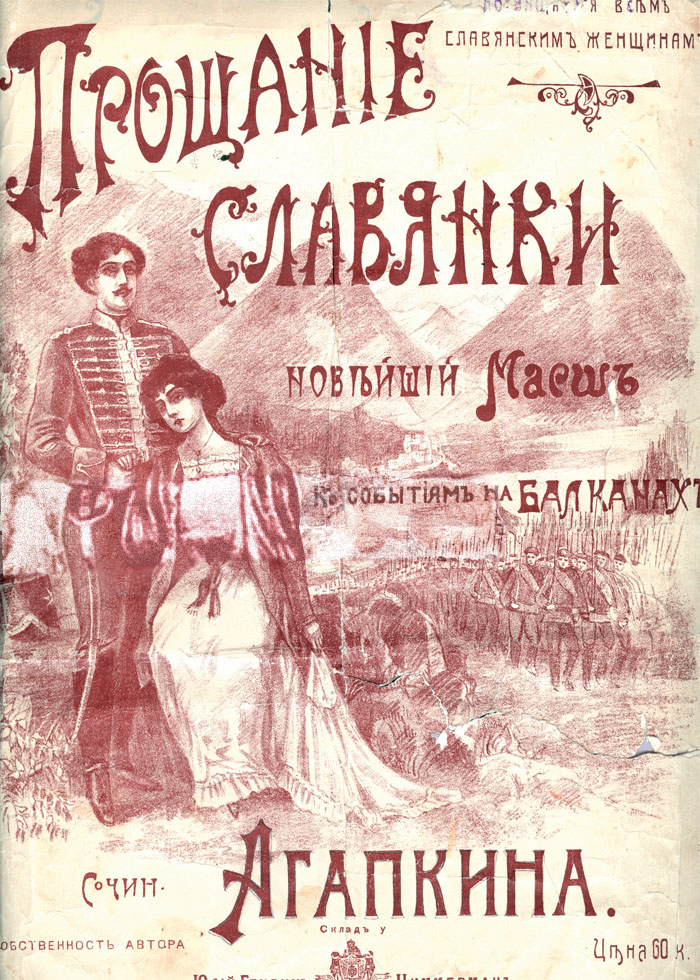
Portada de una de las primeras ediciones de El adiós de Slavianka

El adiós de Slavianka (en ruso Прощание славянки - Proschanie Slavianki) es una marcha patriótica rusa escrita por el compositor Vasili Agapkin en honor a las mujeres búlgaras cuyos maridos partieron al frente en la Primera Guerra de los Balcanes. La marcha se estrenó en Tambov en 1912 y posteriormente fue lanzada como sencillo. Slavianka significa «mujer eslava».
La melodía ganó renombre en Rusia y países colindantes durante la Primera Guerra Mundial, cuando los soldados rusos salieron de sus hogares acompañados por esta música. También fue utilizada como himno oficioso de las fuerzas blancas de Aleksandr Kolchak.
Fue creído comúnmente, erróneamente, que antes de su uso en la película de 1957 Cuando pasan las cigüeñas de Mijaíl Kalatózov, la canción había sido prohibida en la Unión Soviética debido a las asociaciones con el régimen zarista y los movimientos contrarrevolucionarios. Éste no fue el caso. Fue publicada en una colección musical no oficial para orquestas del Ejército Rojo, y fue grabada en los años 40, por una orquesta militar a los mandos de Iván Petrov (1906-1975).
Posteriormente, varios compositores rusos y polacos intentaron escribir letras para ésta música. Durante los años 90, el partido Yábloko intentó que la marcha fuera adoptada como el himno nacional de Rusia, pero no tuvo éxito. Actualmente, la marcha se reconoce como el himno del Óblast de Tambov. Los barcos que cruzan a lo largo del Volga y el tren Transiberiano, que va desde Moscú hasta Vladivostok, hacen uso de la sintonía antes de salir. 